# Farma wiatrowa Smøla
Farma wiatrowa Smøla (nor. Smøla vindpark ) – pierwsza farma wiatrowa w Norwegii działająca od 2002 roku w gminie Smøla w okręgu Møre og Romsdal.

## Lokalizacja
Farma znajduje się w zachodniej części wyspy Smøla, trzy mile na północ od Kristiansund w Møre og Romsdal. Farma zajmuje powierzchnię 28  km². Prowadzą do niej dwie żwirowe drogi dojazdowe. Sieć dróg wewnątrz farmy ma 28 km, a wjazd jest chroniony elektronicznie sterowanymi barierami ze znakami ostrzegawczymi i informacjami w języku norweskim. Obecnie służą one pracownikom zajmującym się konserwacją turbin.Tylko pracownicy mogą poruszać się po nich pojazdami. Pozostałe osoby mogą z nich korzystać zwiedzając torfowiska na rowerze lub pieszo.

## Historia
Otwarcia pierwszego etapu dokonał 27 września 2002 roku król Harald. Początkowo na farmie działało 20 turbin. Kolejny, drugi etap otworzył w 2005 roku premier Gro Harlem Brundtland. Farma wiatrowa nie tylko dała zatrudnienie  okolicznym mieszkańcom, ale stała się atrakcją turystyczną ściągając na wyspę turystów.

## Właściciel
Właścicielem farmy jest norweska firma Statkraft, a Smøla była jej pierwszą farmą wiatrową.

## Produkcja
Na farmie zatrudnionych jest około 15 osób. Posiada ona 68 turbin o mocy 150 MW. Wytwarzają one średnio 450 GWh rocznie i zasilają głównie sieć w okolicach Trondheim. Wieże mają 70 m wysokości, a trzy łopaty wirnika po 41,5 m każda.